# Obrzęk płuc
Obrzęk płuc – stan chorobowy, w trakcie którego w pęcherzykach płucnych zamiast powietrza zaczyna gromadzić się płyn przesiękowy, który utrudnia wymianę gazową w płucach.
Do takiej sytuacji dochodzi najczęściej w przebiegu niewydolności krążenia (lewokomorowej niewydolności serca), ale także w przypadku utrudnienia odpływu krwi z płuc (w przypadku wad serca), jak również w przypadku zaburzeń toksycznych lub przemiany materii, w trakcie których dochodzi do uszkodzenia pęcherzyków płucnych (mocznica, zespół nerczycowy).
Obrzęk płuc jest jednym z objawów ostrej choroby wysokościowej. 
Najczęstszą jego przyczyną jest skrajnie ciężka zastoinowa niewydolność krążenia, w trakcie której, zgodnie z gradientem ciśnienia, dochodzi do przesiękania płynów z naczyń krwionośnych do światła pęcherzyków płucnych.
W leczeniu stosuje się:
- tlenoterapię
- leki moczopędne
- ułożenie osoby w celu zmniejszenia zastoju krwi w płucach (pozycja siedząca, opaski uciskowe, w dawnych czasach upust krwi)
- morfinę
- leki rozszerzające naczynia krwionośne (pozorne zmniejszenie ilości krwi krążącej, wskutek przemieszczenia jej do łożyska naczyniowego obwodowego)
- glikozydy naparstnicy (wzmacniają siłę skurczu serca – działanie inotropowe dodatnie)
- intubację ze sztuczną wentylacją z użyciem dodatniego ciśnienia końcowo – wydechowego (PEEP).

## Klasyfikacja ICD10
| kod ICD10     | nazwa choroby |
| ------------- | --- |
| ICD-10: J81   | Obrzęk płuc |
| ICD-10: J68   | Choroby układu oddechowego wywołane wdychaniem czynników chemicznych gazów lub par                                    |
| ICD-10: J68.0 | Zapalenie oskrzeli i płuc wywołane czynnikami chemicznymi, gazami lub parami                                          |
| ICD-10: J68.1 | Ostry obrzęk płuc wywołany czynnikami chemicznymi, gazami lub parami                                                  |
| ICD-10: J68.2 | Zapalenie górnych dróg oddechowych wywołane czynnikami chemicznymi, gazami lub parami niesklasyfikowane gdzie indziej |
| ICD-10: J68.3 | Inne ostre lub podostre stany układu oddechowego wywołane przez czynniki chemiczne, gazy lub pary                     |
| ICD-10: J68.4 | Stany chorobowe przewlekłe układu oddechowego wywołane przez czynniki chemiczne, gazy lub pary                        |
| ICD-10: J68.8 | Inne choroby układu oddechowego wywołane przez czynniki chemiczne, gazy lub pary                                      |
| ICD-10: J68.9 | Nieokreślona choroba układu oddechowego wywołana czynnikami chemicznymi, gazami lub parami                            |